# Беловишка река
Беловишка река — Шарпланинска река која тече на источној страни у горњем Пирибегу, протиче кроз тетовско село Беловиште и улива се у Вардар код Јегуновца. Позната је по својим водопадима који су једни од највећих на Балкану. Међу мештанима река је позната као река Јелика.
Река се састоји од три главна извора који се налазе на источној страни брда између Шаре и Пирибега и Ливадице (врх на Шар-планини) и никада није пресушила.

## Водопади
Беловишка река има три главна водопада. Први водопад је најмањи, али највишег интензитета воде и у региону Петкина вода. Висок је око 12 метара и познат под именом Враживир.
Средњи водопад (Доња скала) и највећи водопад на реци Беловишка има пад од 43 метара. До њега се може стићи за 2 до 3 сата хода дуж обележене пешачке стазе, која почиње од цркве Свете Петке са десне стране реке.
Горњи водопад или (Горња скала) има континуиран пад од преко 20 метара. Налази се на неприступачном терену. До њега се може доћи од стране са леве стране Пирибег реке. Стаза почиње са паркинга у Петкине виде. Мањег је интензитета у односу на средњи водопад јер га окружују само два од три главна извора реке.
Простор између горњег и доњег водопада је неприступачан. Дели га кањон настањен буковом шумом, где река формира неколико каскада и мање водопаде.

## Петкина вода
Петкина вода је локалитет који се налази у близини села Беловиште.
У региону постоје две цркве. Црква Свете Петке и црква Јована Крститеља. У кругу цркве Свете Петке налази се извор за који се верује да има своју лековитост. У народу се користи као лековита вода за очи.

## Пројекти
Пре неколико деценија израђен је пројекат Института за воде, којим би се направила мини хидроелектрана.
Од пројекта се одустало због недостатка средстава.

## Галерија
- Беловишка Река
- Беловишка Река
- Беловишка Река
- Беловишка Река
- Беловишка Река
- Беловишка Река